# Samuel Wells Williams
Elijah Coleman Bridgman (Utica, New York, 1812. szeptember 22. – New Haven, Connecticut, 1884. február 16.) (kínai neve pinjin hangsúlyjelekkel: Wèi Sānwèi; magyar népszerű: Vej Szan-vej; egyszerűsített kínai: 卫三畏; hagyományos kínai: 衛三畏) amerikai protestáns misszionárius, diplomata, nyelvész, sinológus.

## Élete és munkássága
Williams 1833. június 15-én érkezett Kínába, hogy Kantonban átvegye a Külföldi Missziók Biztosainak Amerikai Bizottsága (American Board of Commissioners for Foreign Missions) által fenntartott nyomda és kiadó irányítását. 1837-ben Japánba hajózott. Az út célja hivatalosan az volt, hogy visszajuttassanak néhány eltévedt japán vitorlást, de valójában Amerika – Williams közreműködésével – a japán–kínai tengeri kereskedelem megnyitását szerették volna elérni. Útjának ez utóbbi célja nem valósult meg.
1848-tól 1851-ig az amerikai protestáns misszió által 1932-ben Kantonban alapított The Chinese Repository című folyóirat szerkesztőjeként tevékenykedett. 1853-ban az amerikai követtség tolmácsaként ismét tett egy rövid látogatást Japánban. 1855-ben kinevezték az Egyesült Államok kínai követségének titkárává. 1856-ban megjelent az általa összeállított kantoni nyelvjárási szótára, A Tonic Dictionary Of The Chinese Language In The Canton Dialect (英華分韻撮要) címen. 1860-ban kinevezték az Egyesült Államok pekingi ideiglenes ügyvivőjének, amely posztot 1876. október 25-ig töltötte be. Lemondását követően.
1875-ben elkészült a Teremtés könyvének és a Máté evangéliumának japán fordításával, azonban a kéziratai egy tűzvészben megsemmisültek, ezért soha nem is jelenhettek meg. A Távol-keleten töltött negyvennégy év után, 1877-ben tért vissza az Egyesült Államokban, ahol kinevezték a Yale Egyetem első kínai professzorának.

### Főbb művei
- Samuel Wells Williams. English & Chinese vocabulary in the court dialect. Macao: Office of the Chinese Repository, 440. o. (1844)
- Samuel Wells Williams. English and Chinese Vocabulary in the Court Dialect, reprint, BiblioBazaar, 576. o. (2011). ISBN 1-246-13663-5
- Samuel Wells Williams. The Middle kingdom: a survey of the ... Chinese empire and its inhabitants ..., 3, New York: Wiley & Putnam (1848)
- Samuel Wells Williams, John William Orr. The middle kingdom: a survey of the geography, government, education, social life, arts, religion, etc. of the Chinese empire and its inhabitants, Volume 1. NEW YORK: Wiley and Putnam (1848). Hozzáférés ideje: 2011. május 8.
- Williams, Samuel Wells. The Middle Kingdom: a survey of the geography, government, literature, social life, arts, and history of the Chinese empire and its inhabitants, Volume 1, revised, W.H. Allen (1883)
- Williams, Samuel Wells. The Middle Kingdom: A Survey of the Geography, Government, Literature, Social Life, Arts, and History of the Chinese Empire and Its Inhabitants, Volume 1, revised, Scribner's (1883). Hozzáférés ideje: 2014. április 24.
- Williams, Samuel Wells. The Middle Kingdom: A Survey of The... Chinese Empire and Its Inhabitants, Volume 1. Wiley & Putnam (1848). Hozzáférés ideje: 2014. április 24.
- Samuel Wells Williams. Easy lessons in Chinese: or progressive exercises to facilitate the study of that language. MACAO: Chinese Repository (1842)
- Samuel Wells Williams. A syllabic dictionary of the Chinese language: arranged according to the Wu-fang Yuen Yin, with the pronunciation of the characters as heard in Peking, Canton, Amoy, and Shanghai. Shanghai: American Presbyterian Mission Press, 1254. o. (1889). Hozzáférés ideje: 2011. július 6.
- Elijah Coleman Bridgman, Samuel Wells Williams. The Chinese repository, Volume 11. Canton: Printed for the proprietors (1842)
- Samuel Wells Williams. C̳Ying c̳wá c̳fan wano̳ tsc̳üto̳ c̳iúo̳: A tonic dictionary of the Chinese language in the Canton dialect. Canton: The Chinese repository, 792. o. (1856)
- Samuel Wells Williams. Easy lessons in Chinese: or progressive exercises to facilitate the study of that language: especially adapted to the Canton dialect. Macao: The Chinese Repository, 287. o. (1842)
- The Chinese commercial guide (1856)
- A Tonic Dictionary Of The Chinese Language In The Canton Dialect (1856)
- The Middle Kingdom: a survey of the geography, government, literature, social life, arts, and history of the Chinese empire and its inhabitants (New York; Scribner's 1882; first edition New York: Wiley & Putnam, 1848)
- Account of a Japanese romance (1849)
- A syllabic dictionary of the Chinese language, arranged according to the Wu-fang yuan yin, with the pronunciation of the characters as heard in Peking, Canton, Amoy and Shanghai (1874)
- Syllabic Dictionary Of The Chinese Language (1879)
- Chinese Immigration (1879)
- A History Of China Being The Historical Chapters From "The Middle Kingdom" (1897)
- A journal of the Perry expedition to Japan
- Narrative Of A Voyage Of The Ship Morrison Captain D. Ingersoll, To Lewchew And Japan, In The Months of July and August, 1837